# Neoempheria tarsata
Neoempheria tarsata är en tvåvingeart som först beskrevs av Johannes Winnertz 1863.  Neoempheria tarsata ingår i släktet Neoempheria och familjen svampmyggor. Inga underarter finns listade i Catalogue of Life.